# Foca (nome)
Foca  è un nome proprio di persona italiano maschile.

## Varianti
- Maschili: Foco[1]

### Varianti in altre lingue
- Catalano: Focas[4]
- Greco antico e bizantino: Φωκας (Phokas)[2][5]
- Latino: Phocas[1][5]
- Polacco: Fokas
- Russo: Фока (Foka)[5]
- Spagnolo: Focas[4]
- Ungherese: Fókasz

## Origine e diffusione

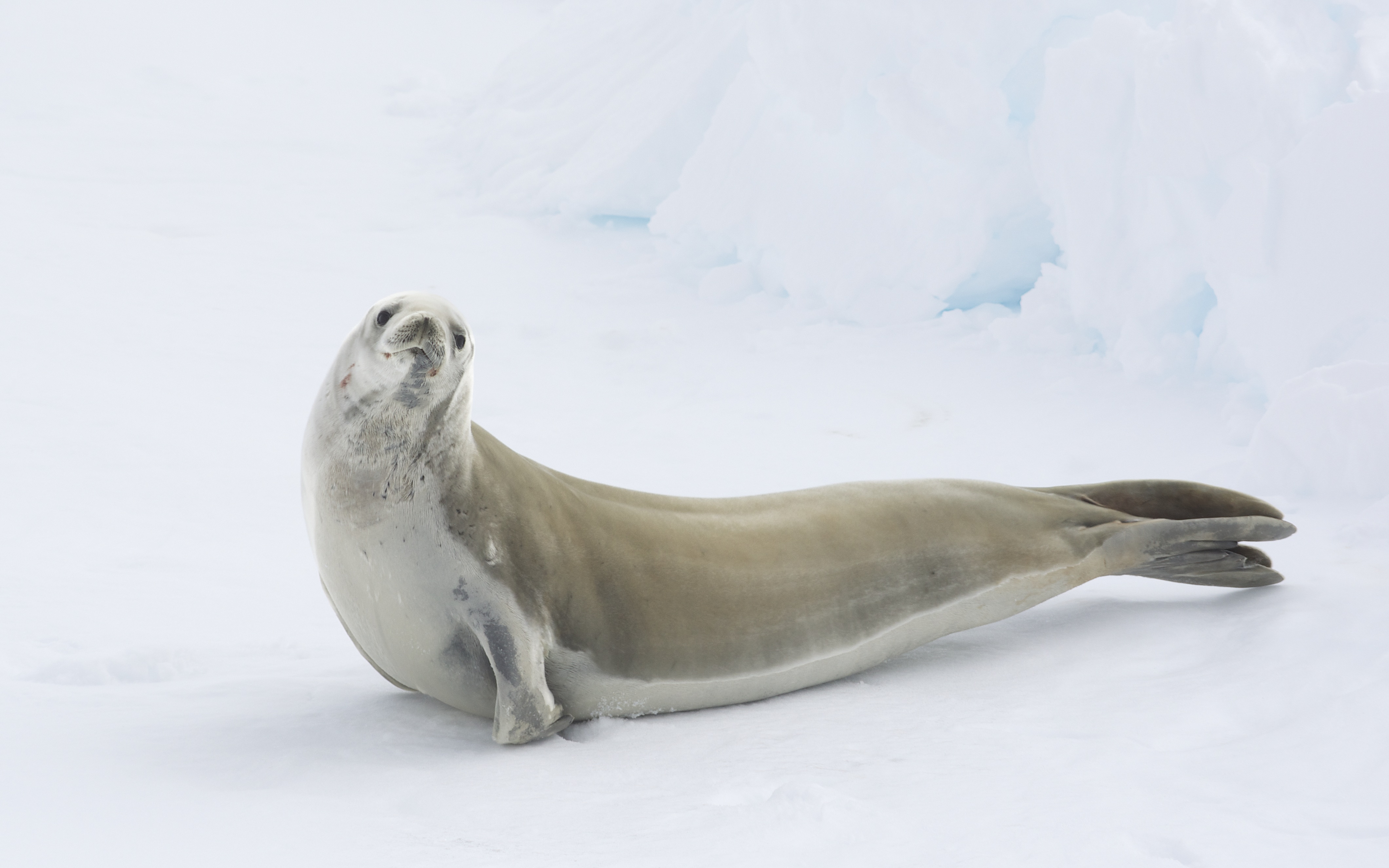
Una foca mangiagranchi (Lobodon carcinophagus) in Antartide

Continua il nome greco Φωκας (Phokas), dall'etimologia non del tutto certa; spesso viene ricollegato al termine φωκη (phoke), con il letterale significato di "foca" (lo stesso del nome irlandese Rónán); altre fonti lo considerano invece un etnonimo, interpretabile come "abitante della Focide".

## Onomastico
Vi sono più santi con questo nome: san Foca martire ad Antiochia, san Foca vescovo di Sinope, e san Foca l'Ortolano, che ospitò i soldati mandati a giustiziarlo; le loro agiografie si sono incrociate e sono spesso riunite in una unica, così che un "san Foca" spesso non meglio identificabile viene ricordato in date diverse: 5 marzo, 14 luglio, 23 luglio e 22 settembre.

## Persone
- Foca, imperatore romano d'Oriente